# Завещание Крессиды
«Завещание Крессиды» — поэма Роберта Генрисона, продолжение «Троила и Крессиды» Чосера.

## История создания
Поэма написана до 1492 года, представляет собой шестую книгу, продолжение пяти книг «Троила и Крессиды», и содержит собственную версию истории троянских любовников. Изображая последующую трагическую судьбу неверной возлюбленной Троила, Генрисон показал развитие её характера с психологической точки зрения.
Генрисон вслед за Чосером использовал для своего сочинения королевскую строфу, лишь однажды отступив от принятого размера в Жалобе Крессиды.
С 1532 года поэма печаталась в собраниях сочинений Чосера как эпилог к «Троилу и Крессиде» без указания имени Генрисона. «Завещание Крессиды» считается лучшим произведением Генрисона.

## Сюжет
Действие поэмы начинается ещё при жизни Троила, когда он после смерти Гектора назначен командующим армией троянцев. Диомед оставляет Крессиду ради другой женщины. За помощью она отправляется к отцу Калхасу (у Генрисона он жрец храма Венеры и Купидона). Крессида обвиняет в своих несчастьях Венеру и Купидона и наказана за святотатство. В картине видения Крессиды с небесных сфер птолемеевского универсума сходят семь планет в лице языческих богов. Они мстят Крессиде, насылая на неё проказу. Героиня горько оплакивает свою судьбу. Теперь она живёт вместе с другими отверженными в лепрозории. Однажды, отправившись просить милостыню, Крессида встречает Троила. Троил не узнаёт в обезображенной нищенке прежней возлюбленной, но, под влиянием неожиданных воспоминаний о счастливой поре жизни, даёт ей щедрую милостыню. Поняв, кто был перед ней, Крессида раскаивается и винит в своём несчастье не судьбу, а лишь себя. Умирая, она думает о Троиле и завещает свою душу Диане, богине девственности.